# Гарсиа-Цотидис, Александрос
Александрос Элиас Гарсиа-Цотидис (швед. Alexandros Elias Garcia Tsotidis; род. 19 июля 2004, Tyresö, Стокгольм) — шведский футболист, нападающий «Юргордена».

## Клубная карьера
Футболом начал заниматься в «Тюресё». В 2019 году присоединился к академии столичного «Юргордена». Выступал за юношеские команды клуба. В декабре 2021 года подписал молодёжный контракт, рассчитанный на два года. 1 сентября 2022 года провёл первый матч за основной состав. В игре второго раунда кубка страны с «Эребру Сюрианска» он появился на поле в стартовом составе. На 34-й минуте встречи забил мяч, оказавшийся в итоге победным. 24 октября во встрече с «Сундсваллем» дебютировал в чемпионате Швеции, появившись на поле на 86-й минуте вместо Карла Хольмберга.

## Карьера в сборной
Выступал за юношеские сборные Швеции различных возрастов. 4 сентября 2021 года дебютировал за сборную до 19 лет в товарищеском матче с Бельгией.

## Личная жизнь
Родился в пригороде Стокгольма — Тюресё. Имеет греческие и колумбийские корни.

## Клубная статистика
| Выступление      | Выступление      | Выступление      | Лига | Лига | Кубки | Кубки | Конт. кубки | Конт. кубки | Итого | Итого |
| Клуб             | Лига             | Сезон            | Игры | Голы | Игры  | Голы  | Игры        | Голы        | Игры  | Голы  |
| ---------------- | ---------------- | ---------------- | ---- | ---- | ----- | ----- | ----------- | ----------- | ----- | ----- |
| Юргорден         | Алльсвенскан     | 2022             | 1    | 0    | 1     | 1     | 0           | 0           | 2     | 1     |
| Юргорден         | Итого            | Итого            | 1    | 0    | 1     | 1     | 0           | 0           | 2     | 1     |
| Всего за карьеру | Всего за карьеру | Всего за карьеру | 1    | 0    | 1     | 1     | 0           | 0           | 2     | 1     |